# Imandra
Imandra (ros. Имандра), jezioro w północnej Rosji, położone na Półwyspie Kolskim.

## Hydrologia
- Powierzchnia: 876 km²
- Głębość maksymalna: 67 m
- Wysokość: 128 m n.p.m.

Do jeziora Imandra uchodzi ponad 20 rzek, a wypływa tylko jedna: Niwa. Na jego obszarze znajduje się około 140 wysp. Największa z nich to Erm o powierzchni 26 km². Po wybudowaniu w 1936 zapory na Niwie przekształciło się w zbiornik retencyjny. 
Na zachód od jeziora znajduje się Lapoński Rezerwat Biosfery, a na wschód Park Narodowy „Chibiny”. 

## Miasta nadbrzeżne
- Monczegorsk